# Manchete Shopping Show
Manchete Shopping Show, também chamado de Manchete Shopping, foi um programa de televisão vespertino brasileiro, que foi ao ar de 1983 a 1985, na emissora TV Manchete. Sob direção de Eduardo Sidney, gravado no Rio de Janeiro, o programa era apresentado de segunda a sexta, no início  das 15h até 17h e depois das 14h30 até 16h. Estreou em dezembro de 1983.
Foi o terceiro programa apresentado por Clodovil Hernandes, contratado no final de 1983, após breve passagem na Rede Bandeirantes, além de ter sido seu primeiro na Rede Manchete. O programa bordava temas como moda, decoração, beleza, bem como atualidades e serviços dirigido para a "mulher moderna" e procurando mostrar o "ponto de vista feminino" sobre assuntos do momento. Toda a semana, Clodovil recebia cinco convidados especiais para entrevistas.
O Manchete Shopping Show tinha um quadro especial com o psicanalista Eduardo Mascarenhas, chamado Teleterapia, onde eram analisados os conflitos humanos descritos em cartas enviadas por telespectadores e dramatizados por atores. Além de Mascarenhas, o programa contava com a participação de Sandra Cavalcanti como repórter de rua.
Outros participantes foram: Neila Tavares (quadro De Mulher para Mulher), Jalusa Barcelos, Sura Berditchevsky, Bibi Vogel, Marly Bueno, o pastor Jonas Rezende (da  Igreja Presbiteriana de Copacabana), entre outros. 
Em 1985, a TV Manchete reorganizou os seus quadros e dispensou Clodovil, alterando o Manchete Shopping Show.

## Entrevistados
Em junho de 1984, enquanto estava dedicado aos ensaios de sua peça Seda Pura e Alfinetadas, Clodovil gravou com antecedência para o Manchete Shopping Show entrevistas com personalidades como Marília Pera, Roberta Close, Edwin Luisi e Vanusa. Em outubro daquele ano, Pelé concedeu entrevista a Clodovil no Manchete Shopping Show. Em março de 1985, o grupo Paralamas do Sucesso foi entrevistado.; naquele ano, Dorival Caymmi também cedeu entrevista.